# 高岡市立国吉義務教育学校
高岡市立国吉義務教育学校（たかおかしりつ くによしぎむきょういくしょうがっこう）は、富山県高岡市にある市立義務教育学校。

## 沿革

### 略歴
高岡市立国吉義務教育学校は、高岡市立国吉小学校と高岡市立国吉中学校が統合し、2020年4月1日に開校。

### 年表
- 2020年（令和2年）
  - 4月1日 - 開校。
  - 4月5日 - 10時から、開校式挙行。但し、新型コロナウイルス感染拡大の影響で規模を縮小した。
  - 4月6日 - 校長先生の着任式、新任式と最初の始業式挙行。
  - 4月7日 - 第1回入学式・後期課程進級式（中学校入学式相当）を挙行。
- 2021年（令和3年）
  - 3月17日 - 第1回卒業証書授与式挙行。最初の卒業生は、9年生（中学3年生相当）34名。
  - 3月19日 - 第1回前期課程修了証書授与式（小学校卒業式相当）挙行。
  - 3月23日 - 校舎改修工事の伴う引っ越し作業実施。
  - 3月24日 - 最初の修了式と離任式挙行。
  - 7月9日 - 前期課程校舎の2階北側にメディアセンターが完成。これをもって、校舎の改修工事は、全て完了した。
  - 8月28日 - 校舎改修完工式挙行[2]。
- 2022年（令和4年）6月3日 - 校歌披露式挙行。作詞・作曲は、澤武紀行[3]。

## 学校教育目標
- 豊かな心を持ち、創造性と実践力をもとに未来を切り拓く子供の育成

## 学校行事
| - 4月 入学式（前期課程）・後期課程進級式・始業式 - 5月 運動会 - 6月 | - 7月 終業式 - 8月 - 9月 始業式 | - 10月 西山ウォーク（前期課程） - 11月 - 12月 終業式 | - 1月 始業式 - 2月 - 3月 卒業証書授与式（後期課程）・前期課程修了証書授与式・終業式 |

## 通学区域
- 高岡市
  - 答野島、上八ケ新、佐加野、佐加野新町、細池、岩坪、頭川、手洗野、月野谷、高辻、八口、笹八口、五十辺、江道、境、四日市、島崎、国吉、答野出、佐加野東、西広谷、勝木原、山川[4]

## 交通
- あいの風とやま鉄道線高岡やぶなみ駅から、徒歩約3.1km・約45分。
- 加越能バスで、「国吉」バス停下車後、徒歩325m・約5分。
  - JR西日本氷見線・城端線、あいの風とやま鉄道線高岡駅より、
    - 駅前3番乗場から、「国吉」バス停まで16分。
    - 駅南口2番乗場から、「国吉」バス停まで23分～24分。

  - JR西日本北陸新幹線・城端線新高岡駅から、「国吉」バス停まで、30分～34分。

## 周辺
- 国吉地区連絡センター
- 正福寺
- 児童養護施設高岡愛育園
- ローソン高岡国吉店
- 富山県道・石川県道29号高岡羽咋線
- 幼保連携型認定こども園国吉ちくば保育園